# 魔術師ベルガラス
『魔術師ベルガラス』（まじゅつしベルガラス、原題：Belgarath the Sorcerer）は、アメリカの作家・デイヴィッド&リー・エディングス（David & Leigh  Eddings）によって書かれたファンタジー小説。

## 概要
日本語訳は早川書房文庫FTより発行されており、その際に3冊に分冊された。著者はこの作品の刊行に際し、『読者へのメモ』と名づけられた序文にて、『ベルガリアード物語』および『マロリオン物語』が夫妻による共著であることを明かしている。
『ベルガリアード物語』『マロリオン物語』は2005年から2006年にかけて再発行された作品であるが、この作品は続編にあたる『女魔術師ポルガラ』同様、新規で発行された作品である。

## ストーリー
すべては、『マロリオン物語』のエピローグから始まる。
地球から去った神々と新しい神エリオンドの祝福のもと、女魔術師ポルガラは双子を出産する。彼女の出産を家の外で「今か今か」と待ち続け、《アルダー谷》の丘で神々を見送ったベルガラスたちはすべてが終わった家に戻る。ベルガラスは『孫』のガリオンとビールを酌み交わしているうちに、古い悔恨の念におそわれる――それは、娘たちの出産に立ち会えず、事実上、妻のポレドラを捨ててしまった、というものだった。なだめるガリオンだったが、ベルガラスの心の傷は思った以上に深かった。
やがて、妻と産まれたわが子たちとのスキンシップを終えたポルガラの夫のダーニクが話の輪に加わる。長いこと繰り返されてきた《光と闇の対決》が終わり、今までの『予言』から解放された地球の未来の行方は？　新しい『予言』が存在するのか？　さらに、ダーニクとガリオンはベルガラスにある提案をする。
「今までのことを教えてほしい」
無精なベルガラスはふたりの要求をことごとく拒むが……。
小さな村で孤児として生きてきた少年時代、梟神アルダーや『兄弟』との出会いと別れ、大陸の分裂、『アルダーの弟子』としての活躍、《アルダーの珠》（Orb of Aldur）をめぐる冒険、謎の女性ポレドラとの愛と喪失、双子の娘たちとの出会いと葛藤の日々……有史以前から、【神をほふる者】ベルガリオンの出生まで、7000年もの悠久の時を生きた【愛される永遠なる者】ベルガラスの波乱に満ちた人生が語られる。

## タイトル
1. 銀狼の花嫁（ISBN 415020392X、2005年7月発行）
2. 魔術師の娘（ISBN 4150203954、2005年8月発行）
3. 王座の血脈（ISBN 4150203970、2005年9月発行）

## 主要な登場人物

### 現代（『マロリオン物語』以降）
ベルガラス（Belgarath）
今作の主人公。梟神アルダーの一番弟子で、7000年以上の時を生きる伝説の魔術師。化身は銀色の毛並みの狼。『予言』には【愛される永遠なる者】として登場し、人々や世界を予言の成就のために導いてきた。すべてが終わった今は、自身の塔で「今までの生活の空白を埋めよう」と妻のポレドラとともに仲睦まじく過ごす。今作では、有史以前から続く、彼の壮大な半生が淡々と振り返られる。
ベルガリオン（Belgarion）
現在の西方大陸の北西部にある《風の島》にあるリヴァの国王。《鉄拳》リヴァとベルガラスの娘ベルダランの血脈をひく。ベルガラスにとっては遠い『孫』にあたる。【光の子】、【西方の大君主】、【西方諸国の盟主】、【神をほふる者】……と様々な肩書きを持つ。彼の一言がきっかけで、ベルガラスは自身の過去を書き記すこととなる。
ダーニク（Durnik）
ポルガラの夫。センダリア人。鍛冶屋兼魔術師。アルダーの最も新しい弟子にして最後の弟子。実直主義で礼儀正しい《センダリアの善人》。『ベルガリアード物語』終盤で一度絶命した【二つの命を持つ男】。現在は妻と新しい家族の誕生で幸福の絶頂にある。義父であるベルガラスの昔話を聞きたいと最初に言い出した人物。
ポルガラ（Polgara）
ベルガラスの娘で、ダーニクの妻。伝説の女魔術師で、3000年以上の時を生きる永遠の25歳。化身は純白の梟。生まれ育った《アルダー谷》の自宅で初産を終え、双子の母親になったばかり。父とともに『アルダーの弟子』として世界の各地を旅し、和平のために政治に干渉したり予言の成就のためにリヴァ王家の血筋を守ったりしてきた。かつては父を敵視し、憎んですらいた。この父娘の葛藤と和解も深く描かれる。
ポレドラ（Poledra）
ベルガラスの妻。正体は雌の狼。『マロリオン物語』では【見張り女】としての使命を果たすため、己の肉体を引き換えに長いこと夫や娘たちを助けてきた事実が明かされる。すべてが終わった今は、新しき神エリオンドの恩情により、夫ベルガラスと悠々自適の生活を送っている。狼らしいサバサバとした性格の持ち主で、物事を達観している節があるが、他人に丸め込まれやすいところがある。
セ・ネドラ（Ce'Nedra）
ベルガリオンの妻で、リヴァの王妃。トルネドラ帝国の先代皇帝ラン・ボルーン23世の一人娘で、帝国の王女。木の精霊ドリュアドでもある。夫と一緒にベルガラスに自伝を書かせようと一役買うが……。
ブレンディグ（Brendig）
センダリア（Sendaria）王国の将軍。『ベルガリアード物語』における対アンガラク人戦争で片腕を失う。
グレルディク（Greldik）
チェレク人（Chereks）船長。大の酒好きで女性から評判が悪いが、航海の腕は抜群に良く、どんな悪天候でも最速で客人を目的地の港に送り届ける。ベルガリオンと仲が良い。

### 過去の登場人物

#### 1.魔術師（＝アルダーの弟子）
ベルディン（Beldin）
ベルガラスの『兄弟』兼『親友』。アルダーの弟子のひとり。化身は青い縞のある鷹。伸びたひげと髪はボサボサで、いつも枝がからまっている。身なりを気にしない。桁外れの知能と、論理的かつ哲学的な思考の持ち主で完璧主義者。口が悪く、しょっちゅう悪態をついているが、それは他者へ与える愛は誰よりも深く、他者から与えられる愛をなかなか受け止めないからであろう。
本名はディン（Din）。出身民族は不明。ベルガラスより約1000年後に生まれた。アルダーから『ベルディン』の名をもらってからは、世界（主にマロリー）を観察するかたわら、音楽から哲学まで様々な分野の学問の研究に没頭する。
諸事情で両親のいなくなったポルガラとベルダランを育て、妻の死で堕ちるところまで堕ち、世界を放浪していたベルガラスを立ち直らせた。そして、ベルガラスをはじめとするほかのアルダーの弟子とともに世界を護り続ける。
ベルティラ（Beltira）とベルキラ（Belkira）
ベルガラスの『兄弟』。双子で、ともにアルダーの弟子である。双子ゆえに互いの息がピッタリ合う。互いの間で意思疎通を図ることが大の特技。
本名はティラ（Tira）とキラ（Kira）。血気盛んで向こう見ずなアローン人の出だが、もともとの職業が羊飼いだからか、ふたりとも性格が温厚で、攻撃的なことを好まない。アルダーが《谷》にいる時は彼の塔で《師》に寄り添っている。精神での会話と天候を操る魔術を編み出した。
ベルディンとともポルガラとベルダランを育て、ポルガラには料理を教えた。ベルガラスやベルディン同様、世界を世界を護り続ける。アルダーの弟子たちの間では『黒子』的な存在。
ベルマコー（Belmakor）
ベルガラスの『兄弟』。アルダーの弟子のひとり。機転が利き、教養深い、洗練された男。小生意気な口を利き、自分より年上のベルガラスやベルディンたちを「おっさん」呼ばわりする。が、その明晰な頭脳のおかげで、ベルディンとは馬が合うようになり、様々な事柄について討論するようになる。
本名はマコー（Makor）。典型的なメルセネ人（Melcenes）で建築に聡く、最初に《アルダー谷》にそれぞれの家（＝塔）を建てようと言い出した。様々な局面で切れ者ぶりを発揮するが……。
ベルサンバー（Belsambar）
ベルガラスの『兄弟』。アルダーの弟子のひとり。内気で内省的、かつ引っ込み思案な性格だが、芸術家としての才能と、ふだん表には見せない並々ならぬ情熱を内に秘めている。兄弟子のベルマコーからは「若いの」と呼ばれることが多い。
本名は不明。「サンバー（Sambar）」という名はアルダーから与えられた。というのも、彼はアンガラク人（Angaraks）で、本名は当時のアンガラク人の例にもれず醜悪なものだったからだ。9歳のときにトラウマとなる事件を経験し、それ以降、彼の心に無神論が芽生えてしまう。ゆえにトラク及びアンガラク人への憎悪がひときわ強い。
《アルダー谷》にやって来た彼は、生き物を飼いならすことに喜びを覚え、《谷》の動物と仲良くなった。
トラクと他の神々が《アルダーの珠》をめぐって戦争をすることになった際、彼はアンガラク人に残忍な仕打ちをするよう『兄弟』たちに提案する。その提案にベルガラスたちはショックを受けてしまう
トラクが《珠》を使ったことで起きた歴史的な惨事は、彼にアンガラク人として計り知れないほどの重責と苦痛を与えてしまう。そして……。
ベルゼダー（Belzedar）
ベルガラスの『兄弟』。アルダーの弟子のひとり。2番目にアルダーの門戸をたたいた。信心深くて仰々しく、狭量で目下の者には尊大な態度をとるが、我慢強い一面もある。
本名はゼダー（Zedar）。アレンディア人（Arends）ではないかと思われる（※ベルガラスの推測）。アルダーが《アルダーの珠》を見せたときから彼の様子が変わっていく。《珠》に心を奪われた彼は、常軌を逸した言動をするようになる。
やがて《珠》に関する言動はエスカレートし、独自で奪還のための計画を立てて行動するようになる。次第に《師》や他の兄弟たちとも疎遠になっていき、ついには……。